# Bonobo
Bonobo（ボノボ）は、再利用可能なソフトウェアコンポーネントと複合文書を生成するコンポーネントモデルである。ジミアン社がGNOMEで使われる複合文書のために開発した。Bonoboは、大規模なアプリケーションを開発する際のフリーソフトウェアコミュニティのニーズと問題に対処するよう設計・実装された。マイクロソフトの OLEの影響を受けており、実際よく似ている。Bonoboコンポーネントは、KDEにおけるKPartsに対比される。Bonoboは CORBAアーキテクチャに基づいている。BonoboではHTMLコンポーネントを埋め込んでテキストを表示したり、SVGコンポーネントを埋め込んでデータベースから得た情報を表示したりできる。
利用可能なコンポーネントは以下の通り:
- Gnumeric スプレッドシート
- PostScript ビューア (ggv)
- PDF ビューア (xpdf)
- SVG ビューア (gill)